# Nowhere to Run (phim 1993)
Nowhere to Run (tựa tiếng Việt: Không nơi trốn chạy) là bộ phim Mỹ thuộc thể loại hành động / tâm lý của đạo diễn Robert Harmon, được phát hành vào năm 1993 và có nam diễn viên Jean-Claude Van Damme tham gia.

## Nội dung
Một xe buýt chở tù nhân đang chạy trên đường thì bị một xe ô tô chặn đường khiến nó bị lật. Billy, người lái xe ô tô, đã giải cứu Sam Gillen, một trong những tù nhân và cũng là bạn của anh ta. Trong lúc cả hai chạy thoát, Billy bị bắn bởi một người lính canh và chết. Sam chôn xác bạn mình, cắm trại gần một hồ nước, lấy số tiền Billy để lại và nghe đoạn băng ghi âm trước khi đẩy chiếc xe xuống hồ. Anh lẻn vào ngôi nhà gần đó của người phụ nữ góa chồng tên Clydie Anderson và hai đứa con nhỏ Mike "Mookie" và Bree chỉ để lấy trộm lọ muối. Ngày hôm sau, cậu bé Mookie gặp được Sam.
Gã doanh nhân tên Franklin Hale đang tìm cách chiếm khu đất của Clydie để phát triển một dự án bất động sản, hắn được giúp đỡ bởi gã tay sai Dunston và cảnh sát trưởng địa phương Lonnie Poole, người đang hẹn hò với Clydie. Một đêm nọ, những tên côn đồ của Hale định hành hung mẹ con Clydie nhưng Sam đã đến và đánh bại chúng. Anh nói dối rằng mình đang đi săn trên đất của Clydie, vì lòng biết ơn nên cô đề nghị anh ở lại trong chuồng ngựa của cô.
Sam mua lại chiếc mô tô cũ của người chồng quá cố của Clydie và sửa chữa nó. Anh còn ngăn cản đám người của Hale đổ dầu vào khu đất của Clydie. Tom, một cư dân trong thị trấn, tuyên bố không bán đất cho Hale. Đêm đó, đám người của Hale đốt chuồng ngựa của Tom. Sam đã cứu mạng Tom và dập lửa, điều này khiến Hale càng tức giận.
Cảm thấy Clydie có vẻ thích Sam, Lonnie đánh anh và yêu cầu anh rời đi. Trong khi Clydie chăm sóc vết thương cho Sam, cả hai đã quan hệ tình dục. Lonnie nghi ngờ về thân phận của Sam, anh ta phát hiện ra Sam là tù nhân vượt ngục và báo cho Clydie biết. Sam thú nhận rằng anh và Billy từng cướp ngân hàng, lần đó Billy đã bắn chết một nhân viên bảo vệ để cứu mạng anh; rốt cuộc Billy chạy thoát, còn anh bị bắt.
Clydie bảo Sam rời đi, Sam tặng số tiền cho mẹ con cô rồi ra đi. Trên đường đi, anh bị nhiều cảnh sát truy đuổi, mặc dù có cơ hội tẩu thoát nhưng anh quyết định quay lại nhà Clydie. Lúc này đám người của Hale đến nhà Clydie, dùng vũ lực buộc cô ký giấy bán đất. Sam về kịp lúc ngăn cản chúng đốt nhà, sau đó giết chết Dunston. Lực lượng cảnh sát ập đến bắt Hale. Sam cho phép Lonnie bắt mình, quyết định không trốn chạy nữa. Sam và Clydie thổ lộ tình yêu với nhau, Sam hứa sau này anh sẽ quay lại tìm cô và bọn trẻ. Cảnh cuối cùng là cảnh sát đưa Sam đi.

## Diễn viên
- Jean-Claude Van Damme vai Sam Gillen
- Rosanna Arquette vai Clydie Anderson
- Kieran Culkin vai Mike "Mookie" Anderson
- Tiffany Taubman vai Bree Anderson
- Joss Ackland vai Franklin Hale
- Ted Levine vai Dunston
- Edward Blatchford vai Cảnh sát trưởng Lonnie Poole
- Anthony Starke vai Billy